# Арифметические прогрессии из простых чисел
Несколько простых чисел могут быть членами арифметической прогрессии.
Все последовательности простых чисел, являющихся строго последовательными элементами некоторой арифметической прогрессии, конечны, однако существуют сколь угодно длинные такие последовательности (см. теорема Грина — Тао).
| длина | разность | последовательность |
| ----- | -------- | --- |
| 3     | 2        | 3, 5, 7 |
| 5     | 6        | 5, 11, 17, 23, 29 |
| 6     | 30       | 7, 37, 67, 97, 127, 157 |
| 7     | 150      | 7, 157, 307, 457, 607, 757, 907                                                                                                  |
| 10    | 210      | 199, 409, 619, 829, 1039, 1249, 1459, 1669, 1879, 2089                                                                           |
| 12    | 13860    | 110437, 124297, 138157, 152017, 165877, 179737, 193597, 207457, 221317, 235177, 249037, 262897                                   |
| 13    | 30030    | 14933623, 14963653, 14993683, 15023713, 15053743, 15083773, 15113803, 15143833, 15173863, 15203893, 15233923, 15263953, 15293983 |

По состоянию на 2020 год, самые длинные из известных последовательностей такого типа имеют длину 27, например:
224 584 605 939 537 920 + 81 292 139 · 23# · n, где n=0..26, 23# — праймориал числа 23, равный 223 092 870.

## Оценка на минимальные числа в прогрессиях данной длины
Для любого натурального {\displaystyle k} существует арифметическая прогрессия из простых чисел длины {\displaystyle k}, все члены которой не больше {\displaystyle 2^{2^{2^{2^{2^{2^{2^{100k}}}}}}}}.

## Последовательности без пропусков
Можно потребовать, чтобы между соседними членами прогрессии не было других простых чисел, то есть чтобы прогрессия представляла собой часть общей последовательности простых чисел.
| длина | разность | последовательность                                               |
| ----- | -------- | ---------------------------------------------------------------- |
| 3     | 2        | 3, 5, 7                                                          |
| 4     | 6        | 251, 257, 263, 269                                               |
| 5     | 30       | 9843019, 9843049, 9843079, 9843109, 9843139                      |
| 6     | 30       | 121174811, 121174841, 121174871, 121174901, 121174931, 121174961 |

Самые длинные из известных последовательностей такого типа имеют длину 10.
По состоянию на 2017 год известны всего 2 такие последовательности:
1 180 477 472 752 474 · 193# + x77 + 210n, для n=0..9 (93 цифры),
507 618 446 770 482 · 193# + x77 + 210n, для n=0..9 (93 цифры),
где
x77 = 54 538 241 683 887 585 000 000 000 000 000 000 000 000 000 000 000 000 000 000 000 000 000 000 000 000 — 77-значное простое число,
a 193#  — праймориал числа 193, то есть произведение простых {\displaystyle 2\cdot 3\cdot 5\cdot \ldots \cdot 193}.